# Ngunza
Ngunza är ett vattendrag i Angola.   Det ligger i provinsen Cuanza Sul, i den västra delen av landet, 270 km söder om huvudstaden Luanda.
Runt Ngunza är det glesbefolkat, med 17 invånare per kvadratkilometer.